# 1988 în literatură
- 1987 în literatură — 1988 în literatură — 1989 în literatură

Anul 1988 în literatură a implicat o serie de evenimente și cărți noi semnificative.

## Cărți noi
- Margaret Atwood - Cat's Eye (Ochi-de-pisică)
- J.G. Ballard - Memories of the Space Age
- Iain M. Banks - The Player of Games
- Clive Barker
  - Cabal
  - The Hellbound Heart
- Thomas Berger - The Houseguest
- Dionne Brand - Sans Souci and Other Stories
- Ray Bradbury - The Toynbee Convector
- Orson Scott Card - Treason
- Peter Carey - Oscar and Lucinda
- Roger Caron - Jojo
- Michael Chabon - The Mysteries of Pittsburgh
- Tom Clancy - The Cardinal of the Kremlin
- Paulo Coelho - The Alchemist
- Hugh Cook - The Walrus and the Warwolf
- Bernard Cornwell - Sharpe's Rifles și Wildtrack
- Roald Dahl - Matilda
- Tsitsi Dangarembga - Nervous Conditions
- L. Sprague de Camp și Catherine Crook de Camp - The Stones of Nomuru
- Allan W. Eckert - The Dark Green Tunnel
- Umberto Eco - Il pendolo di Foucault
- John Gardner - Scorpius
- Alan Hollinghurst - The Swimming Pool Library
- William Horwood - Duncton Wood
- Judith Krantz - Til We Meet Again
- Doris Lessing - The Fifth Child
- Robert Ludlum - The Icarus Agenda
- David Markson - Wittgenstein's Mistress
- James A. Michener - Alaska
- Robert B. Parker - Crimson Joy
- Belva Plain - Tapestry
- Richard Powers - Prisoner's Dilemma
- Tim Powers - On Stranger Tides
- Terry Pratchett
  - Sourcery
  - Wyrd Sisters
- Alina Reyes - The Butcher
- Salman Rushdie - The Satanic Verses
- Richard Russo - The Risk Pool
- R. A. Salvatore - The Crystal Shard - prima carte din The Icewind Dale Trilogy
- Sidney Sheldon - The Sands of Time
- Clark Ashton Smith - A Rendezvous in Averoigne
- Danielle Steel - Zoya
- Thomas Sullivan - The Phases of Harry Moon
- Nikolai Tolstoy - The Coming of the King
- Anne Tyler - Breathing Lessons
- Andrew Vachss - Blue Belle

## Premii
- Premiul Nobel pentru Literatură: Naghib Mahfuz